# 郭孝
郭孝（1527年—？），字可忠，浙江杭州府仁和縣人，匠籍，明朝政治人物。

## 生平
嘉靖三十四年（1555年）乙卯科浙江鄉試第四十四名舉人。嘉靖三十八年（1559年）中式己未科會試第四十五名，二甲第三十七名進士。历官刑部廣東司员外郎，隆慶元年（1567年）十一月升广东按察司佥事、整饬岭东道兵备。六年八月起调河南佥事，萬曆元年九月升陕西左参议，分守关内道，四年七月升江西副使，七年九月升福建右参政，十年二月升贵州按察使，十一月患病乞休。

## 家族
曾祖郭宗信，府通判；祖父郭廷贊；父郭世賢，母鄭氏；繼母楊氏。具庆下。弟學、厚。子郭一纬（1577年-1635年），字维垣，天啓元年辛酉舉人，署桐庐教谕，升廣西平乐知县。